# Reith (Brest)
Reith ist ein Ortsteil der Gemeinde Brest im Landkreis Stade (Niedersachsen) und liegt im Naturschutzgebiet Im Tadel. Zu Reith gehören die Wohnplätze Klein-Reith und Bredenbeck.

## Geographie

### Nachbarorte
| Bargstedt   | Aspe                                        | Brest               |
| Farven      | Kompassrose, die auf Nachbargemeinden zeigt | Kakerbeck-Doosthof  |
| Fehrenbruch | Winderswohlde                               | Wohlerst, Kakerbeck |

## Kultur

### Bauwerke
In der Liste der Baudenkmale in Brest (Niedersachsen) ist für Reith ein Baudenkmal aufgeführt:
- Reith 11: Wohn-/Wirtschaftsgebäude

### Denkmäler
Ein Denkmal für die Gefallenen im Krieg steht beim Friedhof. 

### Vereine
- Freiwillige Feuerwehr (gegr. 1937)

- MSG Reith-Bredenbeck

### Museen
- Die Museumsscheune Reith zeigt Stücke aus der Landwirtschaft vom 19. Jahrhundert bis zum Jahr 1960

## Galerie

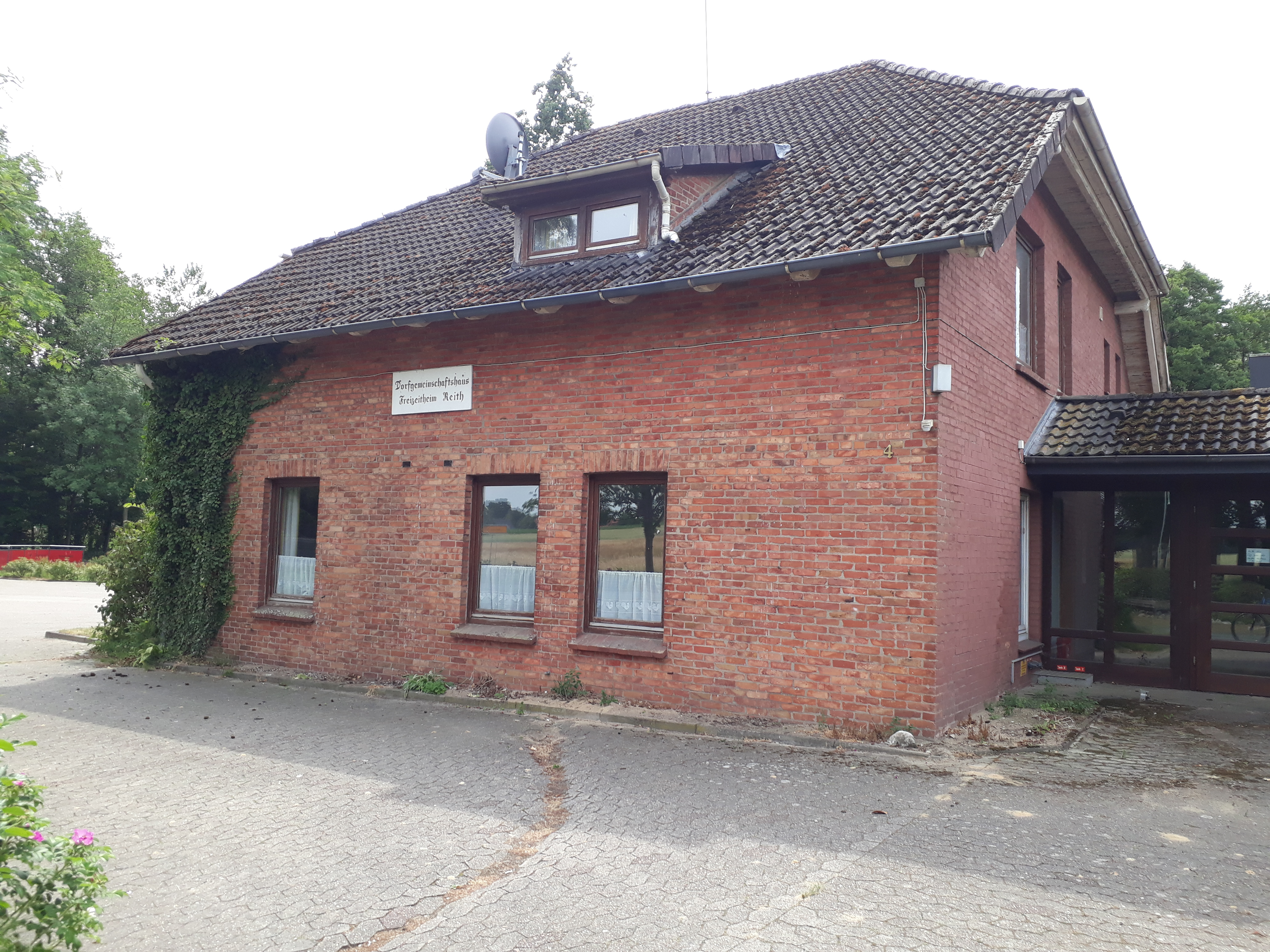
Dorfgemeinschaftshaus Reith
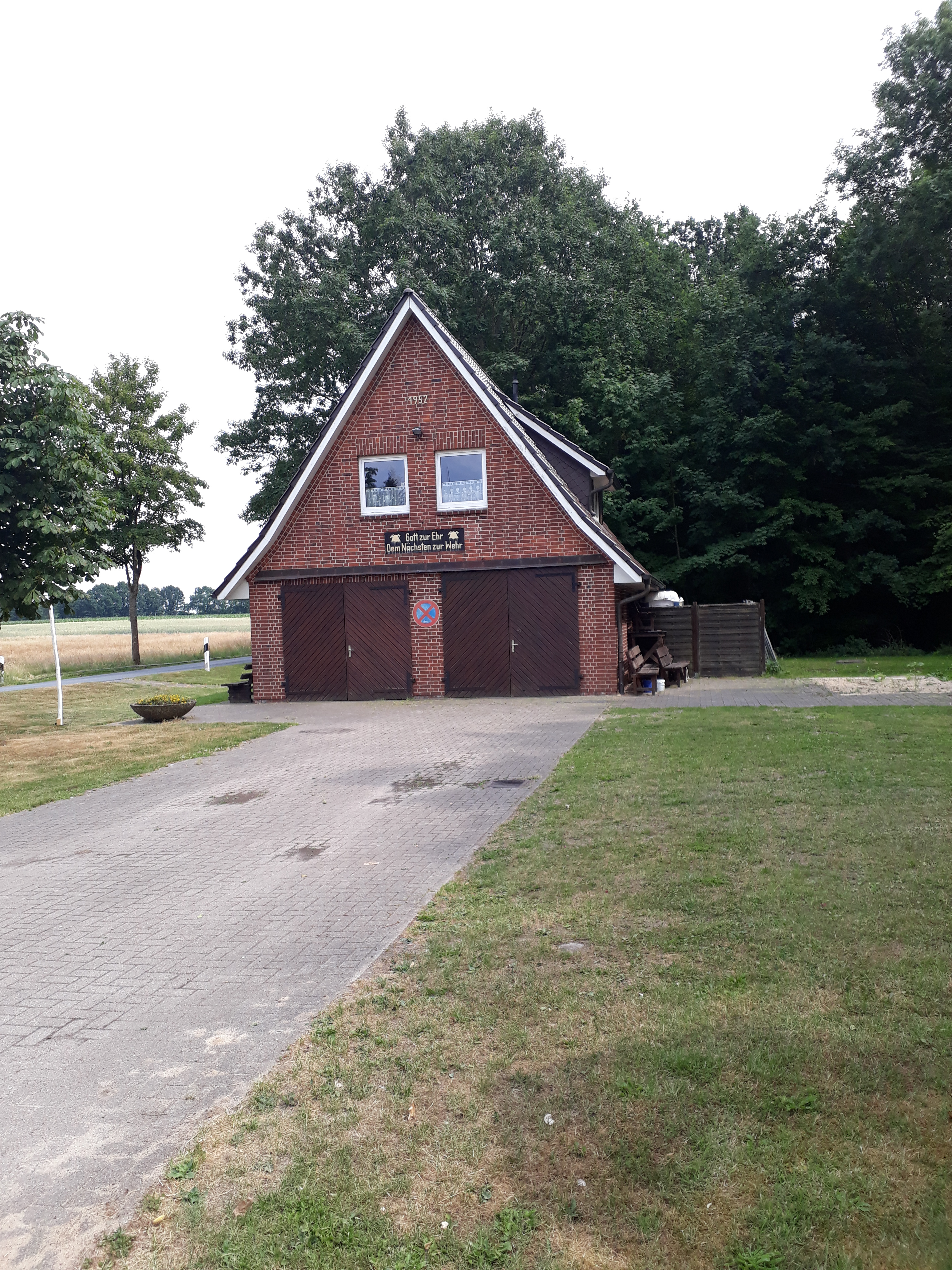
Feuerwehrhaus Reith
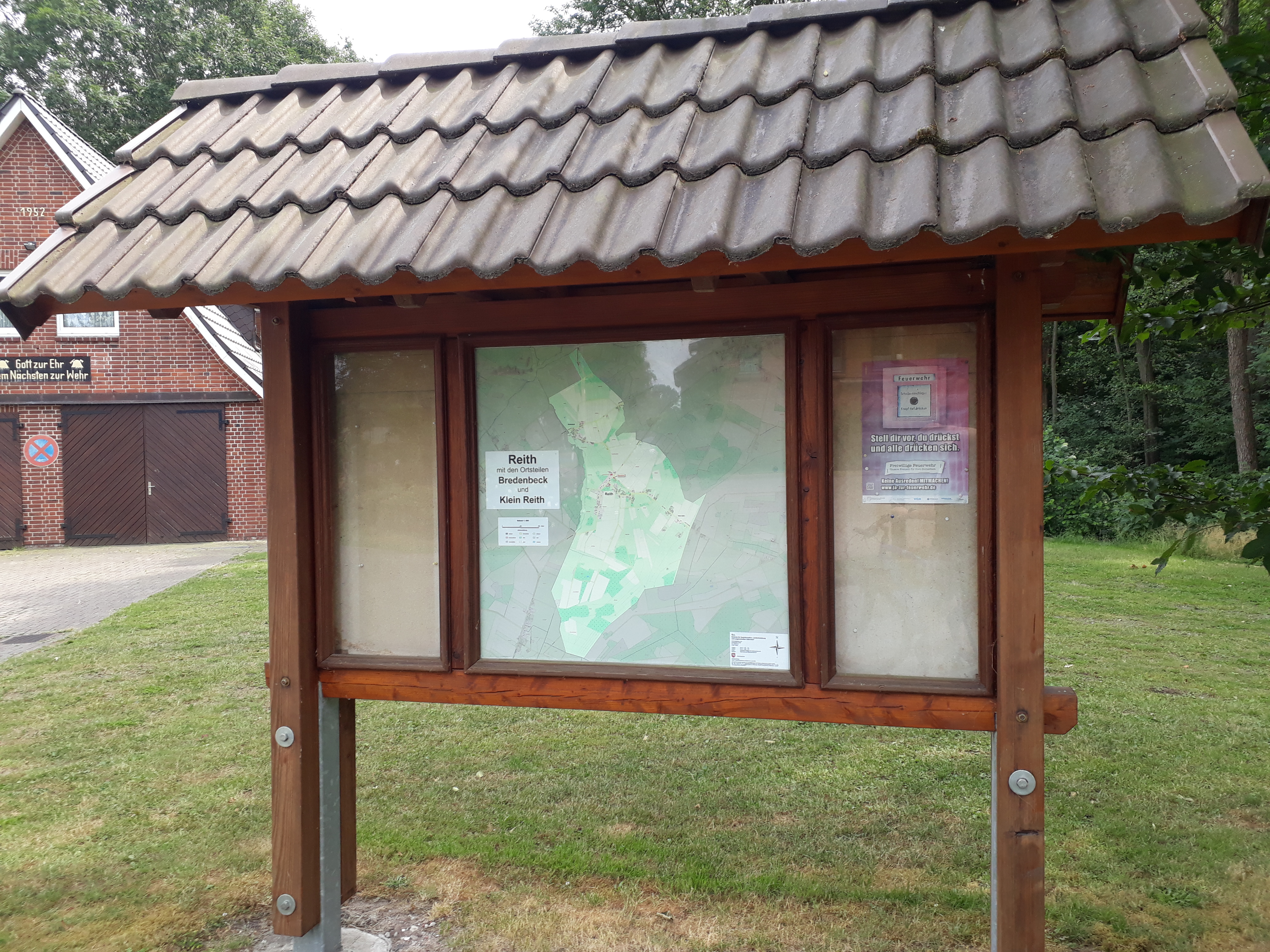
Infotafel in Reith
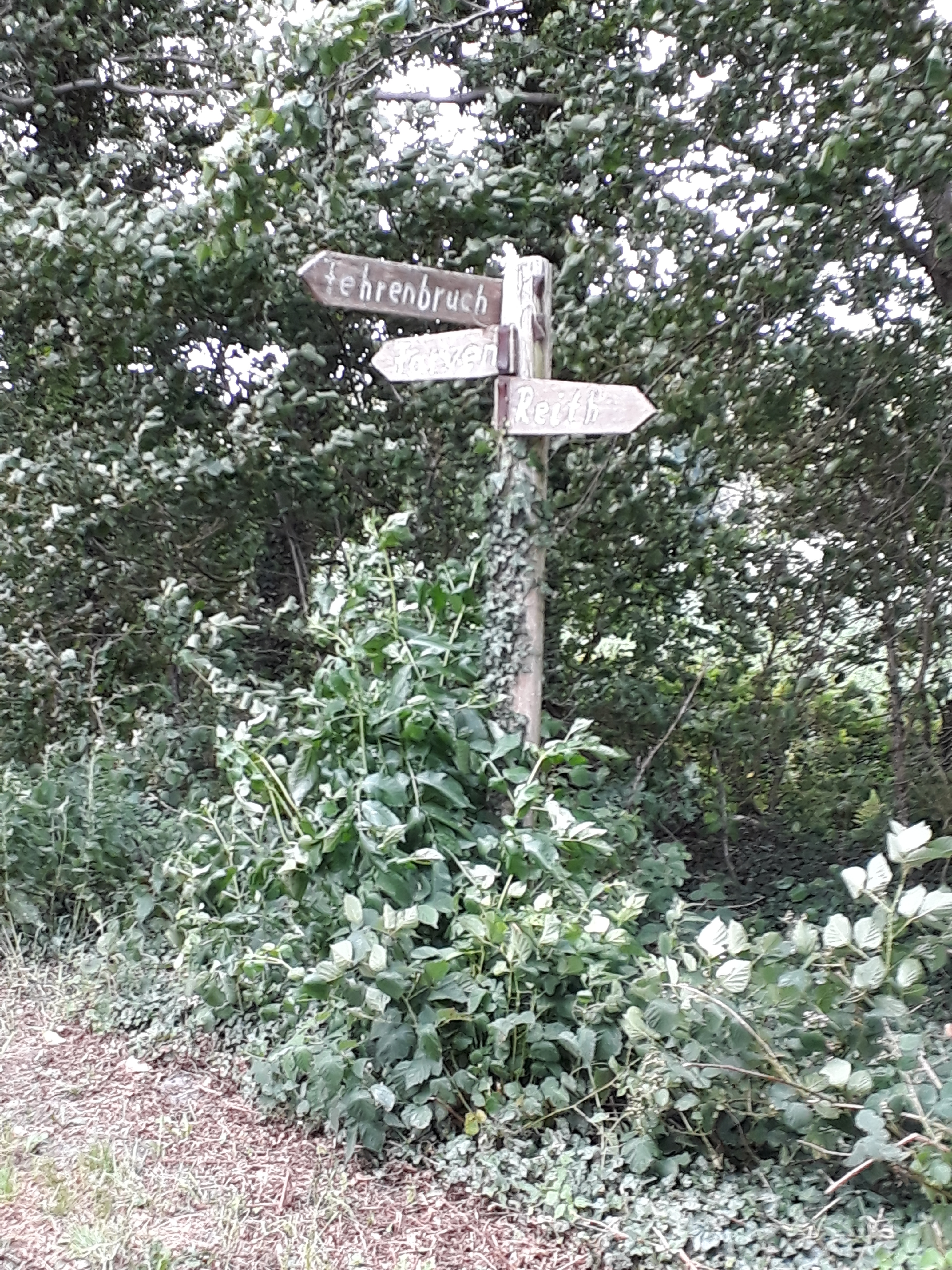
Wegweiser am Weg zwischen Reith, Fehrenbruch und Farven